# Quai aux Fleurs
Der Quai aux Fleurs ist ein Kai am Nordufer der Île de la Cité im 4. Arrondissement von Paris.

## Lage
Die Uferstraße beginnt am Pont Saint-Louis, wodurch eine Verbindung mit der Île Saint-Louis entsteht, und endet am Pont d’Arcole.

## Namensursprung
Der Kai hat den Namen wegen seiner Nähe zum Blumen- und Vogelmarkt.

## Geschichte
Im Bericht des Innenministers vom 29 vendéniaire, an XII (22. Oktober 1803) ordnet die Regierung der Republik folgendes an:

« Il sera sans délai procédé aux travaux nécessaires pour l'ouverture d'un quai, entre le pont Notre-Dame et celui de la Cité, sur la rive gauche de la Seine, etc. Lesdites maisons et celles nationales, situées sur le terrain destiné au nouveau quai, seront démolies, et les matériaux en provenant vendus pour acquitter les frais de démolition, et le surplus être employé aux dépenses de l'ouverture de ce quai ; néanmoins les pierres et moellons seront réservés pour les constructions et réparations du quai. Signé Napoléon Bonaparte. »

„Die erforderlichen Arbeiten für die Eröffnung eines Kais zwischen der Notre-Dame-Brücke und der Saint-Louis-Brücke, am linken Seine-Ufer usw. werden unverzüglich durchgeführt. Die besagten Häuser und die nationalen Häuser, die sich auf dem für den neuen Kai vorgesehenen Grundstück befinden, werden abgerissen und die daraus gewonnenen Materialien werden verkauft, um die Abrisskosten zu decken, und der Überschuss wird für die Kosten für die Eröffnung dieses Kais verwendet; dennoch werden die Steine und der Schutt für den Bau und die Reparatur des Kais reserviert. Unterzeichnet Napoleon Bonaparte.“

Am 4 ventôse Jahr XII (22. April 1804) genehmigte der Innenminister Chaptal eine Trasse für diesen Kai, die am folgenden 10 prairial (30. Mai 1804) geändert wurde. Die Breite wurde auf 14,60 m festgelegt und erhielt den Namen «Quai Napoléon».
Mit dem Bau wurde sofort begonnen. Die Häuser der Rues Basse des Ursins und d’Enfer entlang der Seine wurden abgerissen. Zunächst wurden die Arbeiten unterbrochen, aber dann mit dem Elass vom 11. März 1808 wieder aufgenommen. 1816 wurde der Kai in „Quai de la Cité“ umbenannt. Im Januar 1834 erhielt er den Namen „Quai Napoléon“ und 1873 wieder „Quai de la Cité“. 1879 wurde er in „Quai aux Fleurs“ umbenannt und um einen Teil gekürzt, der zum „Quai de la Corse“ wurde.

## Sehenswürdigkeiten
- Nr. 1: Vladimir Jankélévitch wohnte hier von 1938 bis zu seinem Tod.

Edmond Fleg wohnte hier von 1938 bis zu seinem Tod.
- Nr. 5: Von 1936 bis 1954 wohnte hier der Präsident der Republik René Coty, ebenso wie der französische Dichter und Romancier Edmond Haraucourt.
- Nr. 9/11: 1118 wohnten Pierre Abélard und Héloïse d’Argenteuil hier; das heutige Gebäude stammt aus dem Jahr 1849.

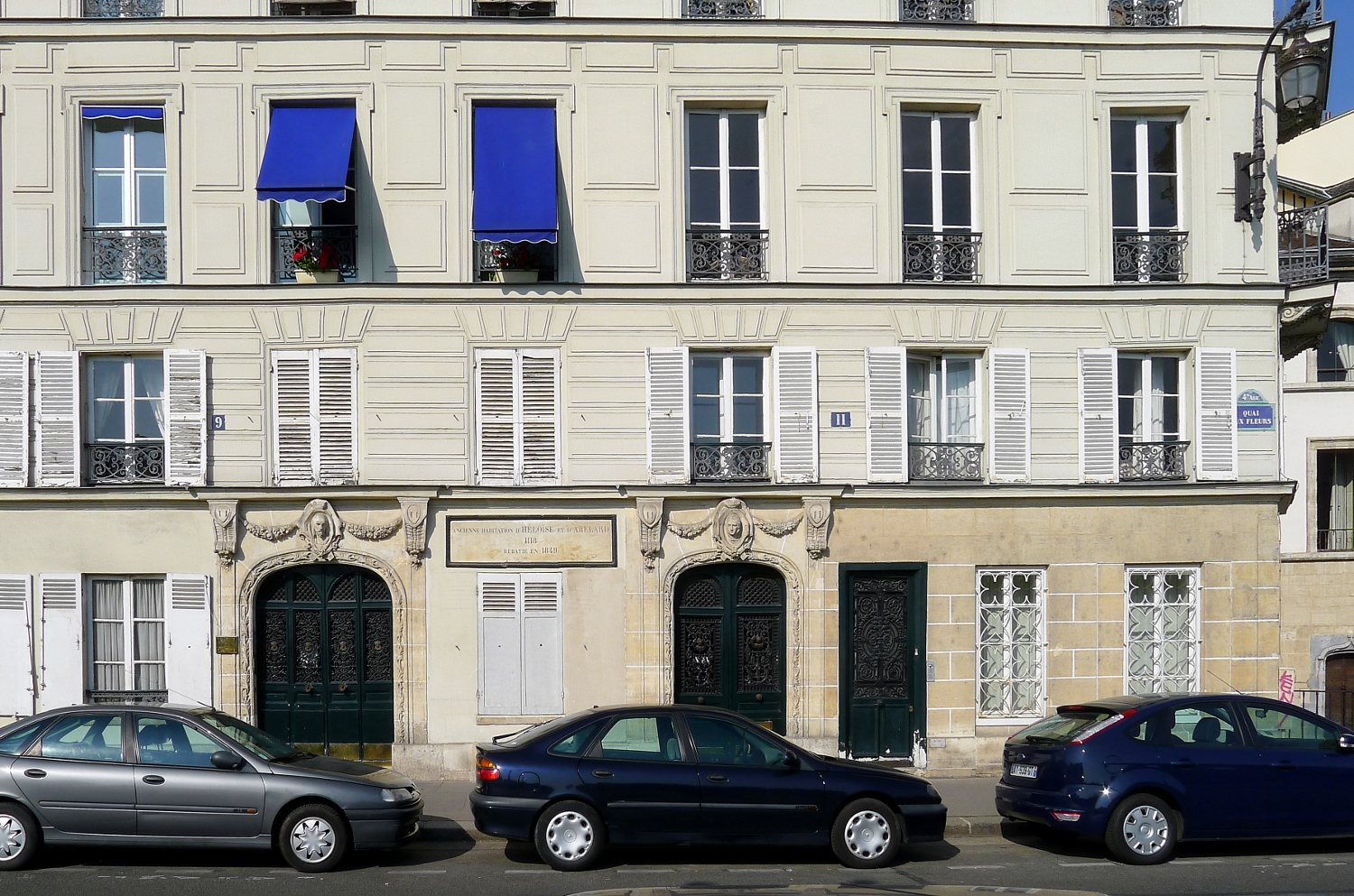
Häuser Nr. 9 und 11
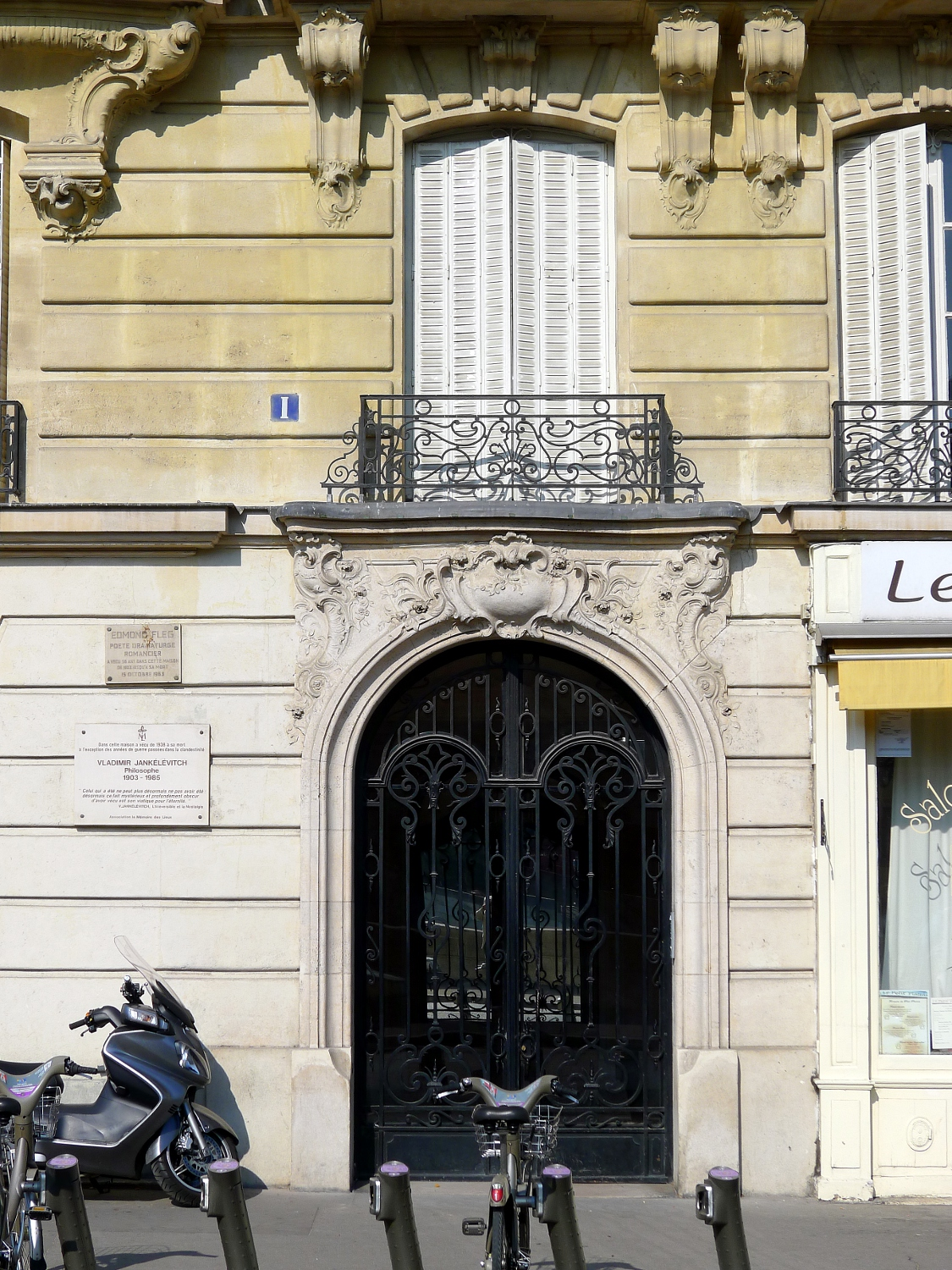
Haus Nr. 1
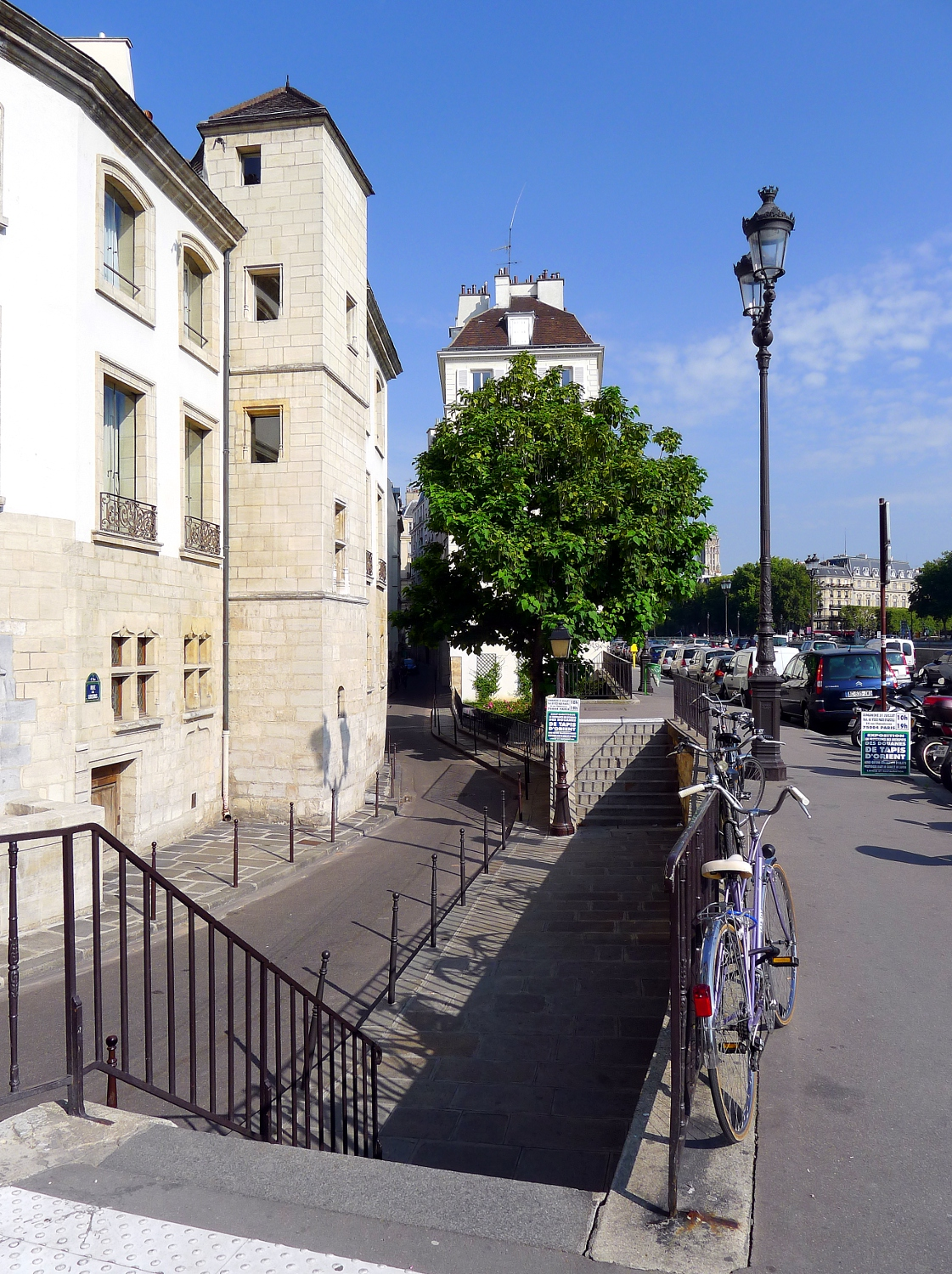
Zugang über Treppen zur Rue des Ursins